# Uperoleia arenicola
Uperoleia arenicola és una espècie de granota que viu a Austràlia.